# Miranda van Grimbergen
Miranda van Grimbergen (Geldrop, 14 maart 1970) is een voormalig Nederlands hockeyspeelster.
Van Grimbergen speelde voor HC Klein Zwitserland en HGC en werd drie keer Nederlands kampioen (1993, 1996 en 1997) en twee keer Europees kampioen (1993 en 1994).
Zij is een dochter van hockeycoach Ab van Grimbergen en een zuster van hockeyer Maarten van Grimbergen.